# Algernonia dimitrii
Algernonia dimitrii är en törelväxtart som först beskrevs av Emmerich, och fick sitt nu gällande namn av Grady Linder Webster. Algernonia dimitrii ingår i släktet Algernonia och familjen törelväxter. Inga underarter finns listade i Catalogue of Life.